# 방어진시외버스정류장
방어진시외버스정류장은 울산광역시 동구 방어동에 있던 시외버스정류장이다.

## 역사
1918년에 울산-방어진 간 버스가 개설되면서 방어진 지역에 처음으로 노선버스가 운행되었지만, 지금의 방어진시외버스정류장은 「여객자동차운수사업법」에 따라 정식 인가받은 버스 터미널이 아니다. 이 때문에 이 정류장이 언제부터 이 곳에 있었는지에 대해서는, 아무런 자료가 없다. 그나마 건축물대장 등을 통해 지금의 대합실이 2001년에 지어졌다는 것만 확인할 수 있다. 울산광역시청이나 울산 동구청도 거의 관리를 하지 않고 있으며, 동구청에서 추진하고 있는 방어진 도시재생사업 영역에서도 제외되어 방치되고 있다.부산 방어진 심야버스운행중단으로 버스 운행은 없다
2023년 5월 1일자로 폐쇄되었다

## 운행 노선
모든 노선이 울산시외버스터미널을 경유한다. 과거 금호고속의 방어진~부산(일부 통영까지 운행) 노선이 울산을 경유하지 않는 유일한 노선이었으나, 2016년 4월 1일에 푸른교통에 양도하면서 울산을 경유하기 시작했다. 같은 해 5월 24일에 통영행이 폐지되었다.
푸른교통의 부산행 노선에 한해서 울산 시내 정류장에서도 승하차가 가능하다. 나머지 노선들은 울산 시내에서 승하차가 불가하다.
터미널 건물 안에 별도의 매표소가 없기 때문에, 노선별로 결제 방법이 다르다. 부산(노포동), 해운대행은 시내버스처럼 차내에서 직접 결제, 동대구행은 일단 탑승 후 양정 정류장에서 승차권을 구매한다.
2018년 9월 1일에 강릉행 시외버스 운행이 중단됐다.
2019년 7월 16일에 동서울행 시외버스 운행이 중단되었다.
코로나19가 강타한 후에는 해운대 및 동대구 노선도 운행이 중단됐고, 노포동행 노선만 운행하고 있다.
2023년 5월 1일 마지막으로 남아 있던 노포동행 심야운행 마저 완전히 운행이 중단 되었다.
| 운행 노선       | 운행업체   | 운행구간 | 운행구간 | 운행구간     | 경유지                                                                         | 운행 횟수 | 시간표                |
| --------------- | ---------- | -------- | -------- | ------------ | ------------------------------------------------------------------------------ | --------- | --------------------- |
| 방어진 ↔ 부산   | 푸른교통   | 방어진   | ↔        | 부산         | 울산터미널, 공업탑, 옥동, 법원, 무거동, 웅촌                                   | 30~40     | 첫차:05:30 막차:21:30 |
| 방어진 ↔ 부산   | 푸른교통   | 방어진   | ↔        | 동래역(심야) | 울산터미널, 공업탑, 옥동, 법원, 무거동, 웅촌, 서창, 덕계, 노포동터미널, 온천장 | 3회       | 22:00, 22:50, 23:40   |
| 방어진 ↔ 해운대 | 해운대고속 | 방어진   | ↔        | 해운대       | 장산역                                                                         | 40~60     | 첫차:06:50 막차:20:00 |
| 방어진 ↔ 동대구 | 대원고속   | 방어진   | ↔        | 동대구       | 용계                                                                           | 35~90     | 첫차:06:10 막차:21:10 |